# Halszka Osmólska
Halszka Osmólska (Poznań, 15 settembre 1930 – 31 marzo 2008) è stata una paleontologa polacca.

## Biografia
| Controllo di autorità | VIAF (EN) 93006009 · ISNI (EN) 0000 0000 6759 5871 · LCCN (EN) n88283078 · BNF (FR) cb129873067 (data) · J9U (EN, HE) 987007447440205171 · NSK (HR) 000446095 |